# 杨玉华 (乒乓球运动员)
杨玉华（？—），男，中国乒乓球运动员。他曾联同王会元参加1983年世界乒乓球锦标赛男子双打项目，结果两人在半决赛中不敌江嘉良/谢赛克，获得季军。